# Sorex ornatus juncensis
Sorex ornatus juncensis (englischer Trivialname Tule Shrew) ist eine extrem seltene Unterart der Schönspitzmaus (Sorex ornatus). Sie kommt auf der Halbinsel Niederkalifornien vor und wurde längere Zeit für ausgestorben gehalten.

## Merkmale
Der Holotypus, ein junges ausgewachsenes Weibchen, hat eine Gesamtlänge von 101 mm, eine Schwanzlänge von 41 mm und eine Hinterfußlänge von 12,5 mm. Die Condylobasallänge des Schädels beträgt 16,2 mm, die Basallänge 13,9 mm, die Mastoidbreite 7,5 mm, die Palatallänge 7,2 mm und die Interorbitalbreite 3,5 mm. Im Vergleich zur Schönspitzmaus ist der Hirnschädel höher, schmaler und weniger abgeflacht. Der Schwanz ist etwas länger und die Füße sind dunkler. Die Oberseite und die Flanken sind grau oder etwas dunkler. Die Unterseite ist rauchgrau mit einer haselnussbraunen und wein-lederfarbenen Verwaschung. Der Schwanz ist undeutlich zweifarbig, mit einer grau und holzbraun gefärbten Oberseite und einer hell ocker-lederfarbenen Unterseite.

## Verbreitung
Sorex ornatus juncensis ist in Santo Tomas in der Ebene von San Quintin an der Westküste von Niederkalifornien endemisch.

## Status
Sorex ornatus juncensis war längere Zeit nur von vier Exemplaren, die im September 1905 von Edward William Nelson und Edward Alphonso Goldman gesammelt wurden und einem Exemplar aus dem Jahr 1926 bekannt, das später ebenfalls dieser Unterart zugerechnet wurde. Versuche durch Laurence Markham Huey in den 1940er-Jahren sowie durch Jesús E. Maldonado im Jahre 1991, dieses Taxon wiederzuentdecken, blieben ergebnislos. Maldonado bemerkte darüber hinaus, dass die Terra typica, die Salzwiesen von El Socorro, aufgrund von Wohnungsbaumaßnahmen weitgehend trockengelegt waren und hielt Sorex ornatus juncensis für wahrscheinlich ausgestorben. Während einer Langzeitstudie in den Jahren 2013 bis 2015 gelang den Wissenschaftlern Issac Camargo und Sergio Ticul Alvarez-Castañeda die Wiederentdeckung dieser Unterart, als sie im November 2015 ein totes Exemplar in Santo Tomas in der Ebene von San Quintin fanden.